# Jeg elsker en anden
Jeg elsker en anden er en dansk film fra 1946, instrueret af Lau Lauritzen junior og Alice O'Fredericks efter manuskript af Grete Frische.

## Medvirkende
- Ib Schønberg
- Marguerite Viby
- Ebbe Rode
- Erni Arneson
- Bjørn Watt Boolsen
- Betty Helsengreen
- Henry Nielsen
- Ebba Amfeldt
- Ingeborg Pehrson
- Helga Frier
- Knud Heglund